# Nils Thorsson (konstnär)
Nils Johan Thorvald Thorsson, född 24 oktober 1898 i Eslöv, död 25 oktober 1975 i Köpenhamn, var en svensk-dansk keramiker, silversmed, målare och tecknare.
Thorsson var son till fabrikanten och kopparsmedmästaren Nils Peter Thorsson och Hanna Olsson och från 1924 gift med Kirsten Backer. Han växte upp i Köpenhamn och blev dansk medborgare 1910. Under sitt sista skolår arbetade han som springpojke vid fajansfabriken Aluminia i Köpenhamn och blev 1912 antagen som lärling under Christian Joachim som uppmärksammat hans anlag. Under några somrar arbetade han för silversmeden Kastor Hansen där han självständigt fick utföra flera mindre beställningsarbeten. Efter att han deltagit i kvällskurser vid Københavns Tekniske Skole sökte han 1917 in på Det Kongelige Danske Kunstakademi där han med kortare avbrott var elev fram till 1923. Vid akademien studerade han först skulptur för Einar Utzon-Frank och senare målning för Aksel Jørgensen.
I samarbete med Joachim hade han ställning som övermålare på Aluminia från 1930 och var konstnärlig ledare där 1933-1869. Från 1949 var han samtidigt konstnärlig ledare för stengodsavdelningen på Royal Copenhagen. Han var livligt aktiv i fabrikernas rationaliseringssträvanden och bidrog med en moderniserings av schablontekniken och utvecklade en förnyad metod av begittetekniken. 
Han ställde ut en serie fajanser på världsutställningen 1925 i Paris som belönades med en guldmedalj och han medverkade i konsthantverksutställningar i Brooklyn 1927, Bryssel 1935 samt ett flertal gånger i Kunstnernes Efteraarsudstilling i Köpenhamn. Separat visade han retrospektiva utställningar med sina verk i Köpenhamn 1952 och 1962. Som illustratör illustrerade han bland annat Svend Poulsens Roser 1941. 
Thorsson är representerad vid bland annat Designmuseum Danmark i Köpenhamn, Victoria & Albert Museum i London, Nationalmuseum i Stockholm, Den kongelige Porcelainsfabriks museum, Röhsska konstslöjdmuseet, British Museum, Vejen Kunstmuseum, Trapholt, Nasjonalmuseet, Sörmlands museum, Museum Boijmans Van Beuningen, National Gallery of Victoria och Museo Ceramico i Faenza.